# Khủng hoảng nhân đạo
Khủng hoảng nhân đạo (hay "thảm họa nhân đạo") được định nghĩa là một sự kiện đơn lẻ hoặc một chuỗi các sự kiện đang đe dọa về sức khỏe, an toàn hoặc hạnh phúc của một cộng đồng hoặc một nhóm lớn người. Nó có thể là một cuộc xung đột bên trong hoặc bên ngoài và thường xảy ra trên một diện tích đất đai rộng lớn. Phản ứng của địa phương, quốc gia và quốc tế là cần thiết trong các sự kiện như vậy.
Mỗi cuộc khủng hoảng nhân đạo được gây ra bởi các yếu tố khác nhau và kết quả là, mỗi cuộc khủng hoảng nhân đạo khác nhau đòi hỏi một phản ứng đặc thù nhắm vào các lĩnh vực cụ thể bị ảnh hưởng. Điều này có thể dẫn đến thiệt hại ngắn hạn hoặc dài hạn. Khủng hoảng nhân đạo có thể là thiên tai, thảm họa nhân tạo hoặc các trường hợp khẩn cấp phức tạp. Trong những trường hợp như vậy, các trường hợp khẩn cấp phức tạp xảy ra do một số yếu tố hoặc sự kiện ngăn cản một nhóm lớn người tiếp cận các nhu cầu cơ bản của họ, như thực phẩm, nước sạch hoặc nơi trú ẩn an toàn.
Ví dụ về các cuộc khủng hoảng nhân đạo bao gồm xung đột vũ trang, dịch bệnh, nạn đói, thiên tai và các tình huống khẩn cấp lớn khác. Nếu một cuộc khủng hoảng như vậy gây ra sự dịch chuyển lớn của người dân, nó cũng có thể trở thành một cuộc khủng hoảng tị nạn. Vì những lý do này, các cuộc khủng hoảng nhân đạo thường liên kết với nhau và phức tạp và một số cơ quan trong nước và quốc tế đóng vai trò trong hậu quả của các vụ việc.

## Phân loại
Không có phân loại đơn giản về các cuộc khủng hoảng nhân đạo. Các cộng đồng và cơ quan khác nhau có xu hướng có các định nghĩa liên quan đến các tình huống cụ thể mà họ gặp phải. Một dịch vụ chữa cháy địa phương sẽ có xu hướng tập trung vào các vấn đề như lũ lụt và khủng hoảng do thời tiết. Các tổ chức liên quan đến y tế và sức khỏe thường tập trung vào các cuộc khủng hoảng bất ngờ đối với sức khỏe của cộng đồng.
Một đại dịch đang diễn ra hoặc kéo dài có thể dẫn đến một cuộc khủng hoảng nhân đạo, đặc biệt là khi có mức độ độc lực gia tăng hoặc tỷ lệ lây nhiễm như trong trường hợp AIDS, cúm gia cầm hoặc lao phổi. Các vấn đề lớn liên quan đến sức khỏe như ung thư, sự nóng lên toàn cầu thường đòi hỏi một sự kiện quần chúng có dấu hoặc nhấn mạnh để biện minh cho một nhãn hiệu "khủng hoảng" hoặc "thảm họa".
Liên đoàn quốc tế của Hội Chữ thập đỏ và Trăng lưỡi liềm đỏ (IFRC) liệt kê 1 danh sách phân loại bao gồm các loại hình thiên tai, thảm họa công nghệ (như là tràn các chất nguy hiểm, tai nạn hạt nhân như Chernobyl, các vụ nổ hóa học) và các thảm họa do con người gây ra mang tính dài hạn liên quan đến "xung đột dân sự, nội chiến và chiến tranh quốc tế". Trên bình diện quốc tế, lĩnh vực ứng phó nhân đạo có xu hướng phân biệt giữa thiên tai và các tình huống khẩn cấp phức tạp có liên quan đến xung đột vũ trang và chiến tranh.

## Tác động

### Địa vị xã hội của phụ nữ trong các cuộc khủng hoảng nhân đạo
Về mặt xã hội, phụ nữ và trẻ em (chủ yếu là trẻ em gái) nhận được sự chú ý thấp đáng kể để đối phó với các cuộc khủng hoảng nhân đạo. Phụ nữ và trẻ em chiếm 3/4 số người tị nạn hoặc người di dời có nguy cơ hậu khủng hoảng. Một phần tư dân số này trong độ tuổi sinh sản và một phần năm dân số này có khả năng mang thai. Trong thời gian khẩn cấp và khủng hoảng như vậy, những cái chết liên quan đến mang thai, sức khỏe sinh sản, bạo lực tình dục và bóc lột tình dục gia tăng mạnh mẽ đặc biệt là ở phụ nữ. Trong những trường hợp khẩn cấp như vậy, phụ nữ mất quyền truy cập vào các dịch vụ kế hoạch hóa gia đình, chăm sóc trước khi sinh, chăm sóc sau sinh và các dịch vụ y tế khác. Nguy cơ cao về sức khỏe và sự an toàn của phụ nữ khiến họ dễ bị bệnh tật, bị tấn công và tử vong.
Các tổ chức phi lợi nhuận như Ủy ban Tị nạn Phụ nữ đối phó với việc giúp đỡ phụ nữ nhất định phải chịu tổn thương do nhiều loại khủng hoảng nhân đạo. Theo Ủy ban Tị nạn Phụ nữ, trong những giờ đầu tiên của cuộc khủng hoảng nhân đạo, phụ nữ và trẻ nhỏ có nguy cơ cao nhất. Trong một sự kiện như vậy, các cơ quan và tổ chức tiếp cận vấn đề thay đổi. Tuy nhiên, các yêu cầu quan trọng hàng đầu trong vài giờ và vài tháng của các cuộc khủng hoảng bao gồm: giữ cho người tị nạn và người di cư nội bộ tránh khỏi nguy hiểm, cho phép tiếp cận các nhu cầu cơ bản như thực phẩm và chăm sóc sức khỏe, thông tin nhận dạng, ngăn chặn bạo lực tình dục và những nhu cầu khác.

### Thực trạng kinh tế xã hội của khủng hoảng nhân đạo
Các vấn đề kinh tế có thể dẫn đến khủng hoảng nhân đạo hoặc khủng hoảng nhân đạo có thể dẫn đến những suy thoái kinh tế. Nếu nó xảy ra sau một cuộc khủng hoảng nhân đạo ảnh hưởng đến một quốc gia, thì bắt buộc phải phục hồi sinh kế trong môi trường kinh tế của quốc gia đó. Một trong những nhu cầu quan trọng trong danh sách của Ủy ban Tị nạn Phụ nữ là cung cấp các cơ hội giáo dục và kinh tế để duy trì các phẩm chất kinh tế của khu vực. Nó được thực hiện bằng cách sử dụng các kỹ năng của những người di tản hoặc người tị nạn liên quan để cung cấp cho họ cơ hội có được thu nhập.
Nếu vụ việc xảy ra như một nguyên nhân của cuộc khủng hoảng nhân đạo, xã hội sẽ rơi vào tình trạng bất an dân sự và thâm hụt kinh tế, có thể khiến chính phủ sụp đổ. Điều này cũng có thể xảy ra do mất an ninh lương thực, nạn đói, tham nhũng và các vấn đề khác. Những ảnh hưởng trực tiếp của tình huống này bao gồm vi phạm nhân quyền, bạo lực và giết người hàng loạt.

### Tác động đến môi trường và sinh thái
Trong các trường hợp khủng hoảng nhân đạo, đặc biệt là các thảm họa tự nhiên như lốc xoáy, sóng thần và động đất, những sự cố này để lại tác động môi trường và sinh thái đối với các khu vực bị ảnh hưởng. Hậu quả của thảm họa thiên nhiên có thể dẫn đến sự sụt giảm đáng kể tài nguyên thiên nhiên trong khi làm cho khu vực dễ xảy ra các vấn đề trong tương lai. Ví dụ, nếu hỏa hoạn xảy ra ở một khu vực rộng lớn, khu vực này có thể dễ bị ô nhiễm không khí, mây bụi, giải phóng khí gây ung thư và các loại khác. Chẳng hạn, động vật hoang dã sinh thái rừng bị ảnh hưởng nghiêm trọng vì những sự kiện như vậy. Trong các trường hợp thiên tai nước như lũ lụt và sóng thần, thiệt hại lớn do nước là phổ biến. Cá, san hô và các sinh vật biển khác bị ảnh hưởng, điều này càng ảnh hưởng đến sinh kế của ngư dân.

## Giải pháp bền vững
Không có giải pháp đơn lẻ cho bất kỳ một cuộc khủng hoảng nhân đạo nào. Thông thường, nguyên nhân chính của một cuộc khủng hoảng nhân đạo được đan xen với một số yếu tố khác. Hơn nữa, một hậu quả có thể dẫn đến hậu quả khác, đến lượt nó có thể dẫn đến hậu quả khác nữa. Ví dụ, trong trường hợp lũ lụt, cá và đời sống đại dương bị ảnh hưởng, là một tác động đến môi trường và sinh thái. Điều này có thể tác động hơn nữa đến con người khi nguồn thu nhập cho ngư dân bị giảm sút, đây là một tác động kinh tế. Điều này khiến cư dân của khu vực đặc biệt này bị hạn chế nguồn thực phẩm và văn hóa tiêu thụ cá biển của họ. Điều này có thể dẫn đến phụ nữ và trẻ em bị buộc phải làm việc trong điều kiện nguy hiểm để có được thu nhập và thực phẩm, đây là một tác động xã hội. Rõ ràng, một cuộc khủng hoảng có thể có nhiều tác động được kết nối với nhau và không có giải pháp duy nhất. Trung tâm quốc tế Feinstein tại Đại học Tufts hoạt động để hiểu và tìm giải pháp cho sự giao thoa của các yếu tố khác nhau góp phần vào cuộc khủng hoảng nhân đạo.